# Cristo del Socorro de las Benditas Ánimas del Purgatorio venerado en la Catedral Metropolitana
Cristo del Socorro de las Benditas Ánimas del Purgatorio venerado en la Catedral Metropolitana es una calcografía a dos tintas realizada por el artista novohispano Baltasar Troncoso (1725-1791). Esta obra se encuentra en la colección del Museo Soumaya en la Ciudad de México.

## El grabado mexicano en la época novohispana
Durante el siglo XVI, casi todos los grabadores eran anónimos y utilizaban la madera como medio para imprimir. A partir de los siglos XVII y XVIII, distintos artistas procedentes del extranjero comenzaron a hacer grabados en bronce. Uno de ellos fue Baltasar Troncoso, quien comienza a trabajar en 1743 y se dedica a hacer escudos de armas, así como la imagen de la Virgen de Guadalupe y la alegoría de Galicia para el libro del padre Seguin.

## Descripción de la obra
La estampa está impresa en el anverso y en el reverso, mostrando la imagen de Cristo flagelado y sangrante tras el suplicio. Esta imagen tenía una función moral en la vida cotidiana. La figura de Cristo posee un rostro dulce y pacífico a pesar de las torturas que ha recibido en su cuerpo, y asimismo se yergue en un pequeño templete que simboliza su papel mediador entre la vida de los hombres y la salvación de sus almas, ya que debido a su divino sacrificio es capaz de redimir a los purgantes en su condición incierta.